# Семшино
Семшино — деревня в Вологодском районе Вологодской области.
Входит в состав Семёнковского сельского поселения, с точки зрения административно-территориального деления — в Семёнковский сельсовет.
Расстояние по автодороге до районного центра Вологды — 19 км, до центра муниципального образования Семёнково — 10 км. Ближайшие населённые пункты — Щукарево, Вотолино, Красково, Зеленино, Вепрево, Окунево, Дурасово, Измайлово, Щетинино.
По переписи 2002 года население — 1 человек.